# امباتومانجاکا
امباتومانجاکا (به لاتین: Ambatomanjaka) یک سکونتگاه مسکونی در ماداگاسکار است که در ایتاسی واقع شده‌است.

## خصوصیات
امباتومانجاکا ۱۵٬۰۰۰ نفر جمعیت دارد و ۱٬۳۵۱ متر بالاتر از سطح دریا واقع شده‌است.